# AFI's 100 Years... 100 Stars
L'AFI's 100 Years... 100 Stars è una lista che fa parte delle AFI 100 Years... series, stilate annualmente dall'American Film Institute dal 1998, che comprende le cinquanta più grandi star del cinema statunitense.
È stata resa pubblica il 15 giugno 1999 in uno speciale televisivo della CBS, nel corso del quale 50 star contemporanee hanno presentato i 50 nominativi della lista.
Per la selezione dei 500 candidati è stato adottato un criterio cronologico: il debutto sullo schermo cinematografico non doveva essere successivo al 1950 o, nell'eventualità lo fosse, la carriera dell'attore doveva essere conclusa in modo definitivo, per il suo decesso. Perciò figurano in lista James Dean, Grace Kelly e Audrey Hepburn, che hanno debuttato dopo quella data, ma sono morti rispettivamente nel 1955, nel 1982 e nel 1993. Se il debutto della celebrità risale esattamente al 1950, l'attore può comunque far parte della lista, infatti nella lista compaiono attori come Marlon Brando e Sophia Loren, i quali hanno debuttato proprio nel 1950.

## La lista
| Numero | Star maschili                                                         | Star maschili | Star femminili                | Star femminili |
| ------ | --------------------------------------------------------------------- | ------------- | ----------------------------- | -------------- |
| 1      | Humphrey Bogart (1899–1957)                                           |               | Katharine Hepburn (1907–2003) |                |
| 2      | Cary Grant (1904–1986)                                                |               | Bette Davis (1908–1989)       |                |
| 3      | James Stewart (1908–1997)                                             |               | Audrey Hepburn (1929–1993)    |                |
| 4      | Marlon Brando (1924–2004)                                             |               | Ingrid Bergman (1915–1982)    |                |
| 5      | Fred Astaire (1899–1987)                                              |               | Greta Garbo (1905–1990)       |                |
| 6      | Henry Fonda (1905–1982)                                               |               | Marilyn Monroe (1926–1962)    |                |
| 7      | Clark Gable (1901–1960)                                               |               | Elizabeth Taylor (1932–2011)  |                |
| 8      | James Cagney (1899–1986)                                              |               | Judy Garland (1922–1969)      |                |
| 9      | Spencer Tracy (1900–1967)                                             |               | Marlene Dietrich (1901–1992)  |                |
| 10     | Charlie Chaplin (1889–1977)                                           |               | Joan Crawford (1905–1977)     |                |
| 11     | Gary Cooper (1901–1961)                                               |               | Barbara Stanwyck (1907–1990)  |                |
| 12     | Gregory Peck (1916–2003)                                              |               | Claudette Colbert (1903–1996) |                |
| 13     | John Wayne (1907–1979)                                                |               | Grace Kelly (1929–1982)       |                |
| 14     | Laurence Olivier (1907–1989)                                          |               | Ginger Rogers (1911–1995)     |                |
| 15     | Gene Kelly (1912–1996)                                                |               | Mae West (1893–1980)          |                |
| 16     | Orson Welles (1915–1985)                                              |               | Vivien Leigh (1913–1967)      |                |
| 17     | Kirk Douglas (1916–2020)                                              |               | Lillian Gish (1893–1993)      |                |
| 18     | James Dean (1931–1955)                                                |               | Shirley Temple (1928–2014)    |                |
| 19     | Burt Lancaster (1913–1994)                                            |               | Rita Hayworth (1918–1987)     |                |
| 20     | Fratelli Marx Chico (1887–1961) Harpo (1888–1964) Groucho (1890–1977) |               | Lauren Bacall (1924–2014)     |                |
| 21     | Buster Keaton (1895–1966)                                             |               | Sophia Loren (nata nel 1934)  |                |
| 22     | Sidney Poitier (1927–2022)                                            |               | Jean Harlow (1911–1937)       |                |
| 23     | Robert Mitchum (1917–1997)                                            |               | Carole Lombard (1908–1942)    |                |
| 24     | Edward G. Robinson (1893–1973)                                        |               | Mary Pickford (1892–1979)     |                |
| 25     | William Holden (1918–1981)                                            |               | Ava Gardner (1922–1990)       |                |

## Caratteristiche
- L'attrice con la più lunga carriera cinematografica è Lillian Gish (75 anni, dal 1912 al 1987) mentre l'attore è Laurence Olivier (59 anni, dal 1930 al 1989).
- Alla data della pubblicazione della lista, erano ancora viventi cinque attrici (Shirley Temple, Elizabeth Taylor, Katharine Hepburn, Lauren Bacall e Sophia Loren) e quattro attori (Kirk Douglas, Sidney Poitier, Marlon Brando, Gregory Peck).
- A Luglio 2025, Sophia Loren è l'ultimo membro della lista ancora in vita
- Dieci star costituiscono anche cinque coppie leggendarie: Katharine Hepburn-Spencer Tracy, Humphrey Bogart-Lauren Bacall, Fred Astaire-Ginger Rogers, Clark Gable-Carole Lombard, Laurence Olivier-Vivien Leigh. È presente in lista un solo gruppo: i fratelli Marx.
- Quindici star hanno vissuto la transizione dal cinema muto al cinema parlato: Joan Crawford, Greta Garbo, Barbara Stanwyck, Lillian Gish, Carole Lombard, Mary Pickford, Marlene Dietrich, Jean Harlow, Claudette Colbert, Clark Gable, Charlie Chaplin, Gary Cooper, John Wayne, Buster Keaton e Edward G. Robinson.
- Tredici star non sono nate negli Stati Uniti: Sophia Loren in Italia; Audrey Hepburn in Belgio; Elizabeth Taylor, Cary Grant, Charlie Chaplin e Laurence Olivier nel Regno Unito; Ingrid Bergman e Greta Garbo in Svezia; Marlene Dietrich in Germania; Claudette Colbert in Francia; Vivien Leigh in India; Mary Pickford in Canada; Edward G. Robinson in Romania;
- Otto star sono nate nella città di New York: Barbara Stanwyck, Mae West, Rita Hayworth, Lauren Bacall, Humphrey Bogart, James Cagney, Burt Lancaster e i fratelli Marx.
- Katharine Hepburn, detentrice di quattro statuette, è l'attrice ad aver vinto più premi Oscar.